# هلفيلة كبيرة الساق
هلفيلة كبيرة الساق (الاسم العلمي: Helvella macropus) هي نوع من الفطريات تتبع جنس الهلفيلة من الفصيلة الهلفيلية.